# سوکار، تاووش
سِوکار (به ارمنی: Սևքար) یک روستا در ارمنستان است که در استان تاووش واقع شده‌است.  در  کیلومتری شمال ایجوان، مرکز استان تاووش واقع شده است.

## خصوصیات
سِوکار ۲٬۱۹۳ نفر جمعیت دارد و در ارتفاع  متر بالاتر از سطح دریا قرار گرفته است.

## نگارخانه

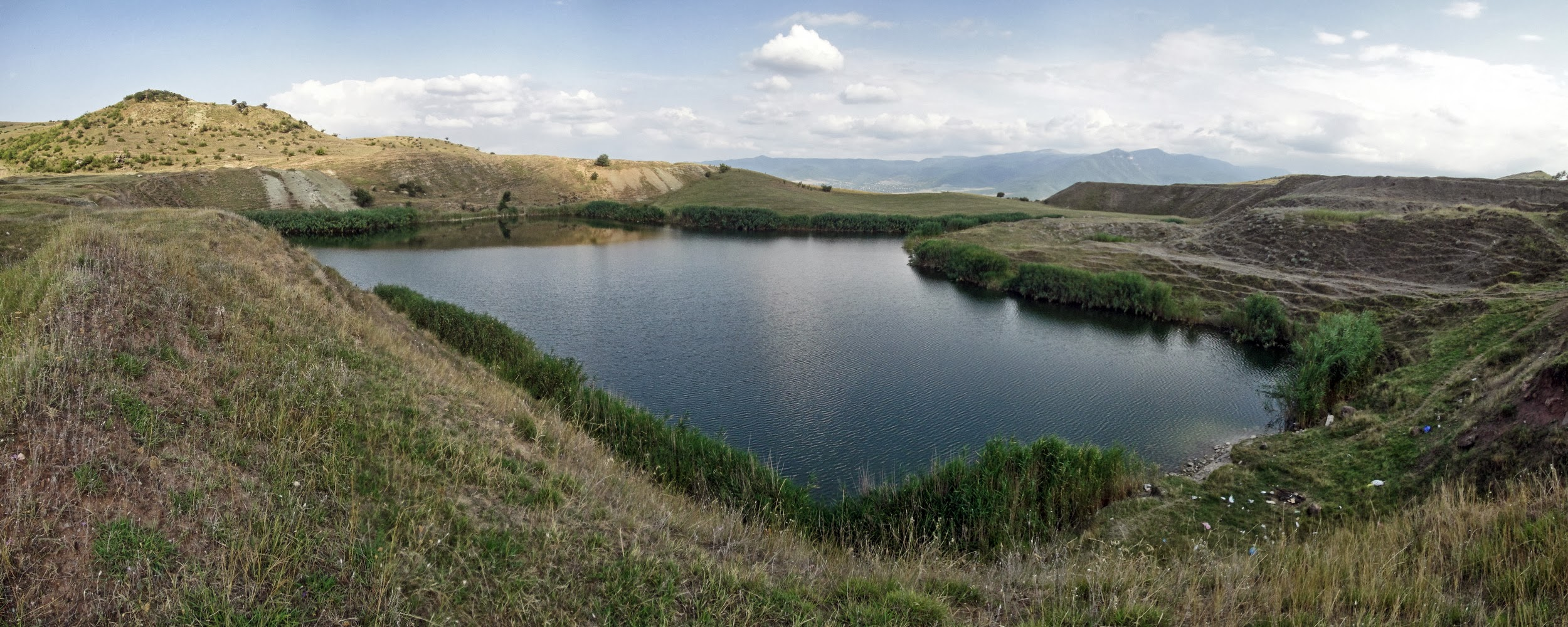
دریاچه‌ای نزدیک سوکار